# La Ferrassie
La Ferrassie est un site préhistorique français qui se situe sur la commune de Savignac-de-Miremont, dans le département de la  Dordogne. Il comporte trois gisements dont une grotte, un petit abri et le « grand abri de la Ferrassie » qui est le plus important. La Ferrassie fait partie des sites préhistoriques et grottes ornées de la vallée de la Vézère. Il a livré de rares vestiges de huit individus datant du Châtelperronien, trouvés dans un  riche enregistrement archéologique,, source d'informations nouvelles sur une longue période de temps où se sont succédé des Néandertaliens et des Homo sapiens. Récemment les collections de plusieurs institutions ainsi que des archives du site ont fait l'objet de nouvelles études, parallèlement à de nouvelles fouilles ainsi qu'à des analyses nouvelles ont notamment permis d'en savoir plus sur « l'enfant La Ferrassie ».

## Situation
La Ferrassie se trouve près de la route D 32E5 reliant Savignac-de-Miremont (2,3 km au nord à vol d'oiseau) et Le Bugue (4 km au sud).

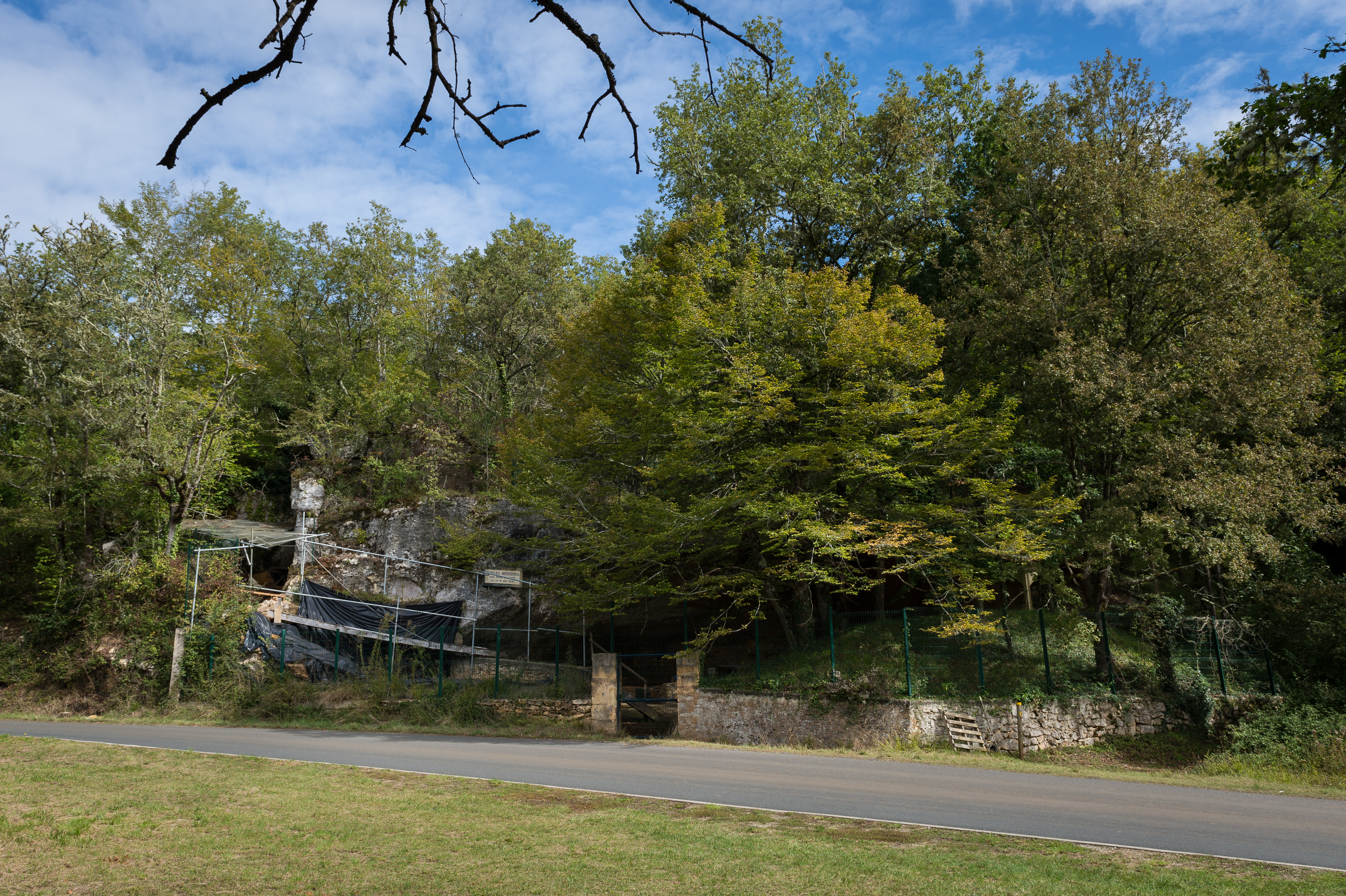
Le site de La Ferrassie au bord de la D 32E5.

## Historique
- Crâne d'Homo neanderthalensis,
La Ferrassie.

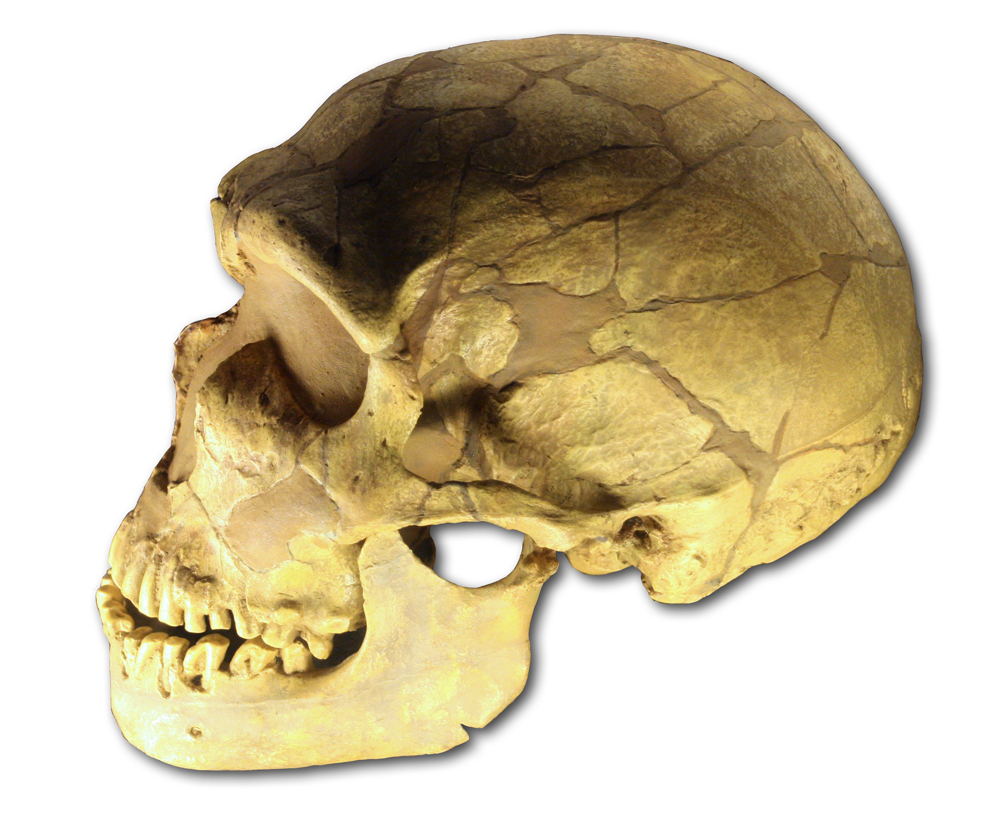
Crâne dHomo neanderthalensis, La Ferrassie.

Les premières fouilles y sont réalisées en 1896 par Denis Peyrony et Louis Capitan jusqu'en 1929, puis par Henri Delporte de 1968 à 1973.
Le site est classé au titre des monuments historiques par arrêté du 5 janvier 1960.
Le 11 décembre 2015, la vallée de la Vézère est classée par décret grand site d'Aquitaine. Ce classement intègre également le site de la Ferrassie et la grotte de Rouffignac.
Le site fait l'objet d'une nouvelle campagne de fouilles de trois ans à partir de 2015. Les niveaux aurignaciens ont notamment révélé, sous les déblais des fouilles précédentes, « des outils en silex et en os, des ossements, essentiellement de rennes », et des blocs gravés de figurations schématiques.

## Stratigraphie

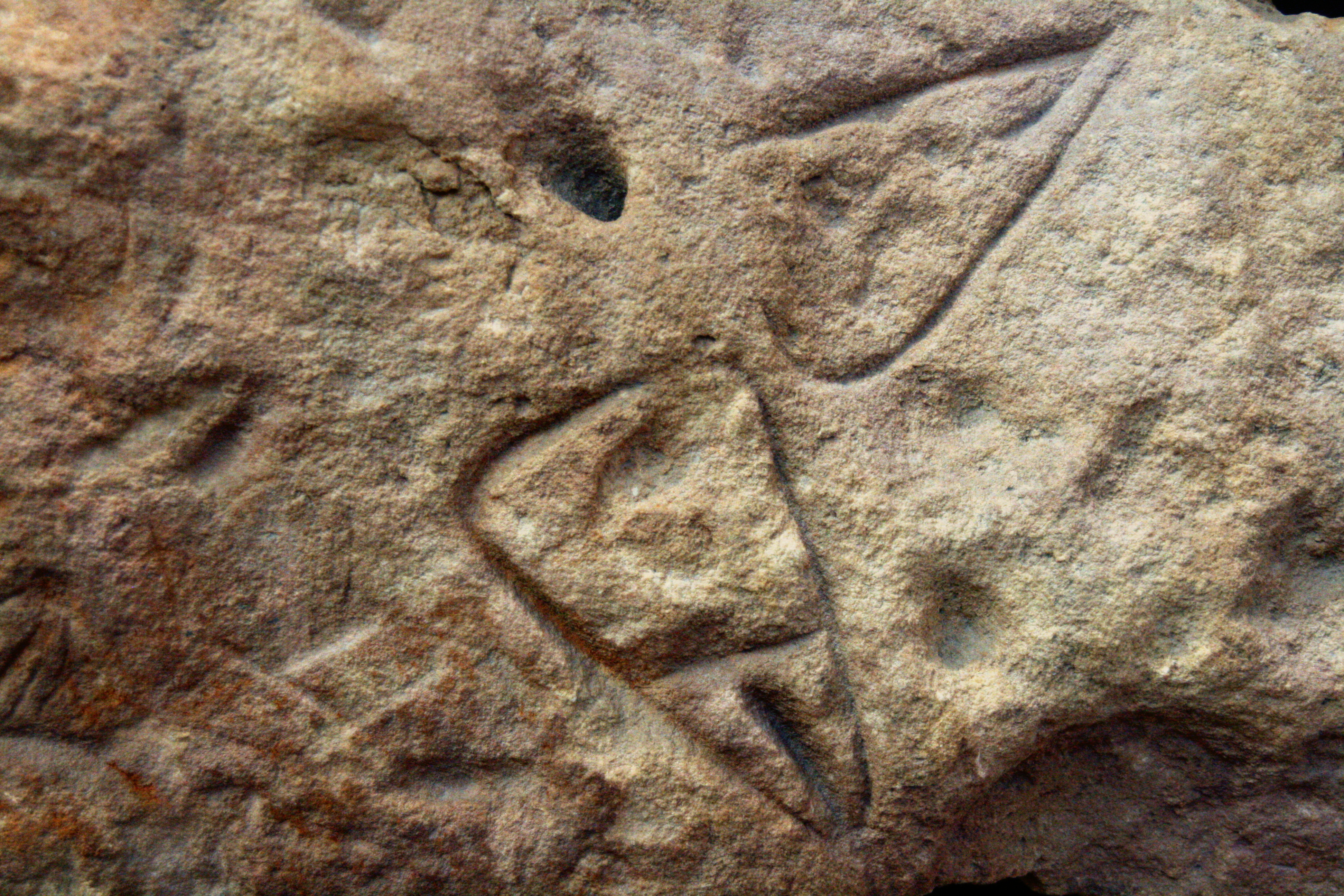
Vulves gravées sur un bloc,
La Ferrassie.

La séquence stratigraphique du grand abri de La Ferrassie, haute de près de 10 m, comporte une succession de couches des Paléolithique moyen et supérieur. Elle a joué un rôle majeur lors de la définition de la succession chronologique des industries de cette dernière période.
La base du dépôt a livré des industries ayant donné leur nom à l'un des faciès du Paléolithique moyen, le « Moustérien de type Ferrassie » (débitage Levallois, nombreux racloirs et pointes, rares denticulés, bifaces absents). Les couches moustériennes ont également livré les restes de huit Néandertaliens, dont deux adultes, quatre enfants (de 2, 3 et 10 ans environ), un nourrisson et un fœtus n'ayant sans doute vécu que quelques heures. Le crâne de l'un des adultes est particulièrement complet et bien conservé. Les individus juvéniles découverts par Peyrony reposaient apparemment dans des fosses correspondant à des sépultures. L'une des fosses était couverte par une dalle. Le fœtus se trouvait dans un monticule et était accompagné de beaux outils de silex, considérés comme un dépôt funéraire lors de leur découverte. L'ancienneté des fouilles et l'absence d'enregistrement précis limitent toutefois les interprétations.
La séquence comporte ensuite quelques niveaux attribués au Châtelperronien, marqué par une association lithique faite de formes moustériennes, de pointes du type de Châtelperron, de « lames à gorges » et de grattoirs du « type de Tarté ». Cette association a également été rencontrée à Châtelperron (Allier), Germolles (Mellecey, Saône-et-Loire), la Roche-au-Loup (Merry-sur-Yonne, Yonne), Haurets (Ladaux, Gironde) et Gargas (Aventignan, Hautes-Pyrénées),.
- Aurignacien 0 ;
- Aurignacien I (sagaies à base fendue, grattoirs carénés, lames étranglées) ;
- Aurignacien II (sagaies losangiques, burins busqués, apparition de l'art sur bloc notamment sous forme de représentations sexuelles féminines).

Le sommet de la séquence comprend différentes couches attribuées par Denis Peyrony au Périgordien supérieur, aujourd'hui appelé Gravettien.[réf. nécessaire]

## Sépultures
Les sépultures incluent huit individus identifiés de LF1 à LF8 :
- La Ferrassie 1 (1909) : un homme adulte, d'une quarantaine d'années, la tête orientée à l'ouest ;
- La Ferrassie 2 (1910) : une femme adulte, de 25-35 ans, la tête orientée à l'est, placée dans le même alignement que LF1, tête contre tête ;
- La Ferrassie 3 (1912) : un enfant d'une dizaine d'années, dans une fosse ;
- La Ferrassie 4 et 4 bis (1912) : un nouveau-né de moins d'un mois et un fœtus parvenu à terme, dans une même fosse ;
- La Ferrassie 5 (1920) : un fœtus de 7 mois, accompagné de deux racloirs et d'une pointe ;
- La Ferrassie 6 (1921) : un enfant de 3 à 5 ans, sous une dalle calcaire marquée de cupules. Le crâne était séparé du corps de plus d'un mètre ;
- La Ferrassie 8 (1969) : un enfant de 2 ans juste au-dessus de LF5, près de la paroi de l'abri[2], dont le corps a été déposé dans une fosse, ce qui confirme l'existence de pratiques funéraires néandertaliennes en Europe de l'Ouest avant l'arrivée des premiers Hommes modernes[12],[13].

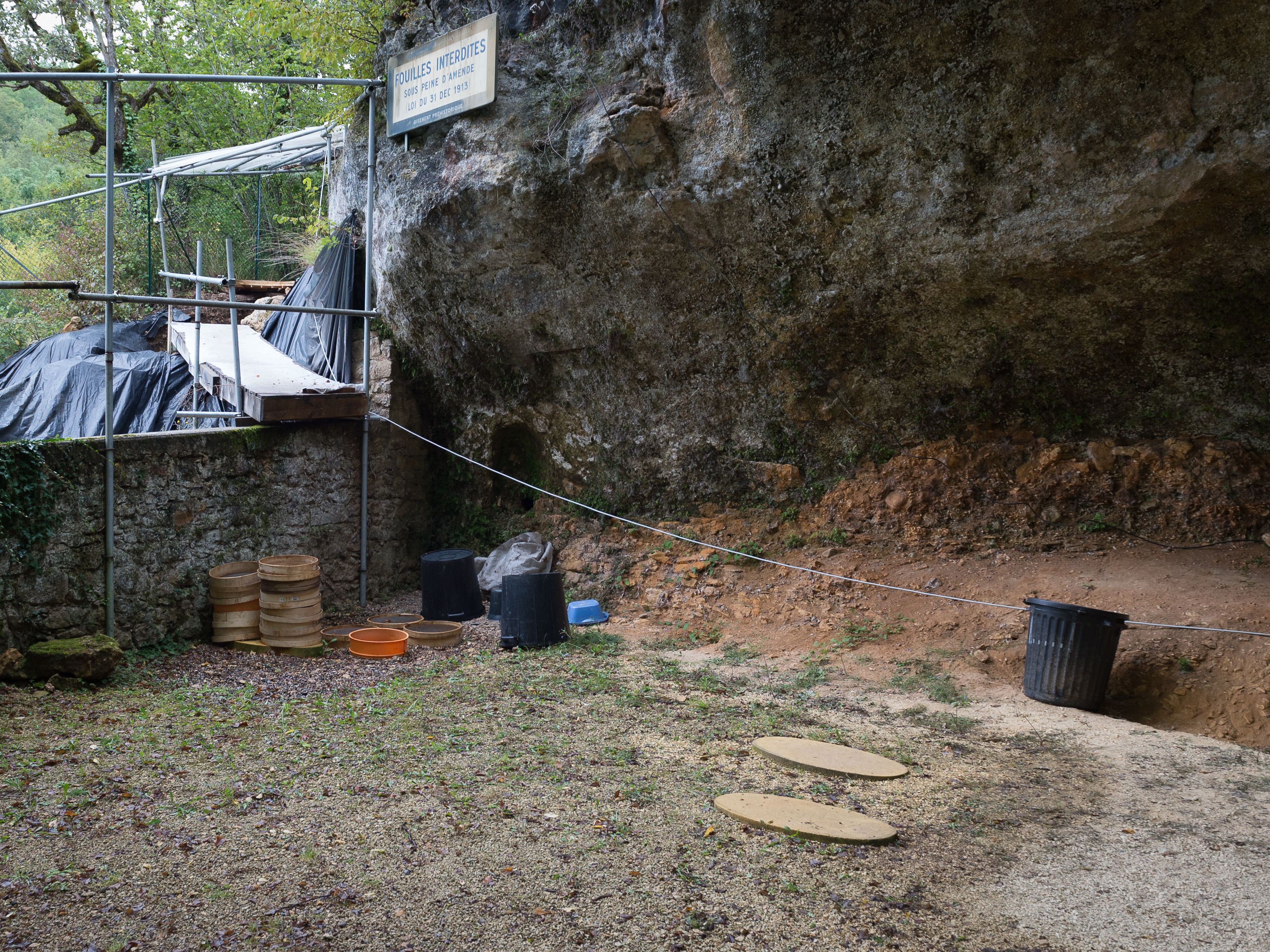
Le Grand abri.Sous les tamis à gauche, le site de LF1.

### Vidéographie
- « Comment se comportaient les Néandertaliens ? Conférence du paléoanthropologue Antoine Balzeau », 4 avril 2022 (consulté le 25 juin 2022)